# トーマス・カーライル

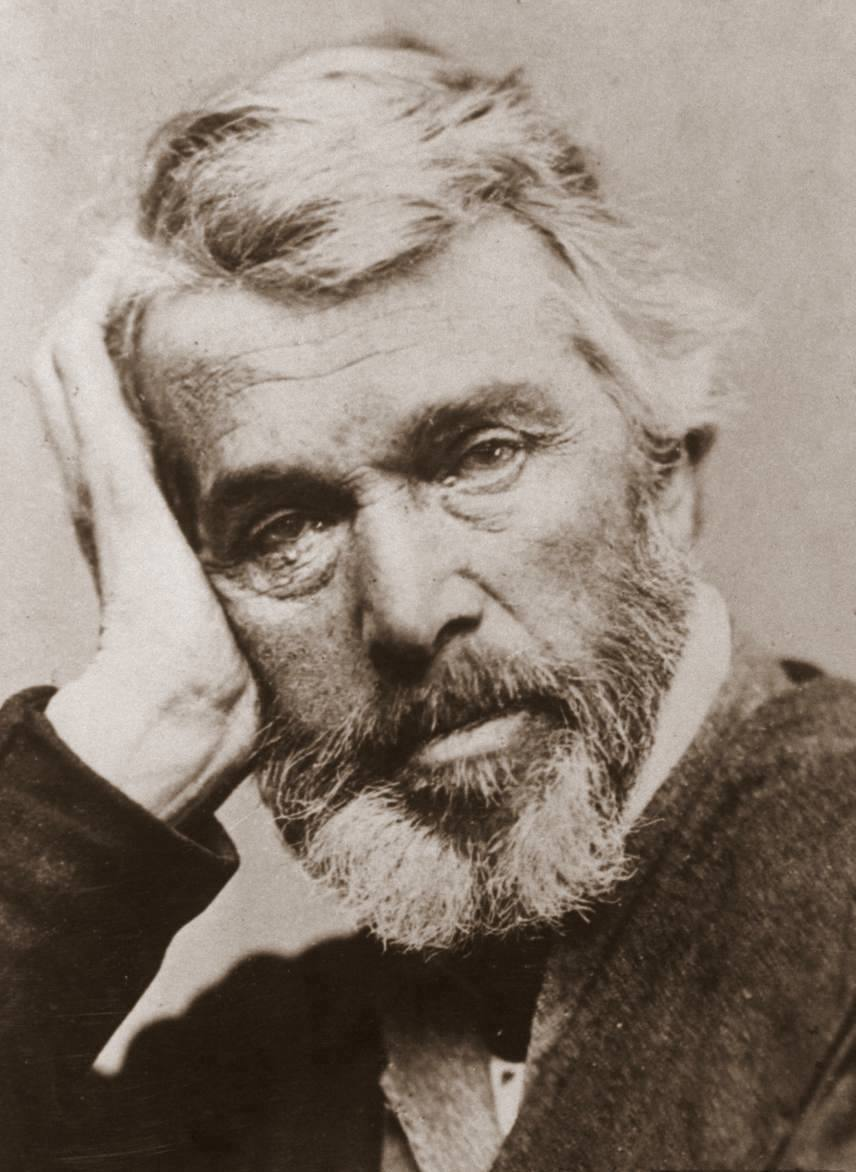
1860年代に撮影された写真

トーマス・カーライル（Thomas Carlyle, 1795年12月4日 - 1881年2月5日）は、19世紀イギリスの歴史家・評論家。
スコットランドのダンフリーズ・アンド・ガロウェイ州のエクルフェカン出身。

代表作には、『英雄崇拝論』、『フランス革命史』、『オリバー・クロムウェル』、『衣装哲学』、『過去と現在』などがある。ドイツ文学を研究したことでも知られ、ゲーテとの往復書簡がある。〈全集 The works of Thomas Carlyle〉は30巻に達している。
1865年にはエディンバラ大学の学長に任命され、1868年まで務めた。

## 近代日本への影響
著作は明治以来多数、日本語訳されて来たが、今日では復刊以外での新本購入は困難である。
『英雄崇拝論』に代表されるように、「世界の歴史は英雄によって作られる」と主張したことで知られるが、彼の言う「英雄」とは歴史に影響を与えた神、預言者、詩人、僧侶、文人、帝王などを指す。
日本語文献では、カーライル没後間もない明治20年代半ば（1880年代後半）に、民友社で平田久『カーライル』が、丸善で石田羊一郎ほか訳『英雄崇拝論』が出版された。同書は詩人土井晩翠訳が、春陽堂で1898年（明治31年）に刊行している。大正期（1912年 - 1926年）には戸川秋骨訳 『オリヴア・クロンウエル』（実業之日本社）が、大正末期に、春秋社で柳田泉訳『カーライル全集（全9巻）』が出され、昭和20年代（1945年 - 1954年）に一部再刊された。（後者の）同時期に神吉三郎訳『ゲーテ論』（育生社）が出されている。
山路愛山、内村鑑三・新渡戸稲造およびその門下生たちの矢内原忠雄・畔上賢造等に多大な影響を与えた。例えば内村鑑三は「後世への最大遺物」において、「勇ましい高尚なる生涯」が「後世への最大遺物」になる例として、カーライルがハリエット・テイラー（友人ジョン・スチュアート・ミルの晩年の内妻）により誤って燃やされてしまった「フランス革命史」の膨大な完成原稿を書き直したエピソードを挙げ、「私はカーライルという人については全体非常に尊敬を表しております」としている。
作家夏目漱石はロンドン留学時に記念館を訪れ、帰国後に紀行文「カーライル博物館」を書いている。初期作品「吾輩は猫である」に、登場人物がカーライルと同じ「胃弱」であることを自慢して友人にからかわれる描写がある。
イギリスなどヨーロッパでは20世紀以降寧ろ時代遅れの印象が強まり反ユダヤ主義的言動はナチスへの影響も含めて批判の的となっている一方、ボルヘスはチェスタトンなどと並んで優れた文学者の一人としてカーライルを挙げている 。

## 格言
カーライルは、大英帝国（ヴィクトリア朝）時代を代表する著述家・言論人として様々な金言がある。
「この国民にしてこの政府あり」はその一つ。元は19世紀イギリスの修道士の発言「国民は、自分達と同程度の政府しか持てない」。「杓子定規なお役所仕事」をレッドテープと呼ぶが、これはカーライルが広めたとされる。「雄弁は銀、沈黙は金」はカーライルの言葉ではなく、カーライルの『衣装哲学』第三章目によると、これは彼がスイスで見たドイツ語の碑文である。

## 著作
- 衣装哲学（1833年 - 1834年）
- フランス革命史（英語版）（1837年）
- 歴史における英雄、英雄崇拝、英雄的存在について（英語版）（1841年）（邦訳：英雄崇拝論）
- 過去と現在（英語版）（1843年）
- 黒人問題に関する時論（英語版）（1849年）
- スターリング伝（英語版）（1851年）
- フリードリヒ大王伝（英語版）（1858年 - 1865年）

### 邦訳
- 『カーライル選集』（日本教文社（全6巻）、1962-63年）　
  - 1巻「衣服の哲学」 宇山直亮訳
  - 2巻「英雄と英雄崇拝」 入江勇起男訳
  - 3巻「過去と現在」 上田和夫訳
  - 4巻「妻と友へ」 入江勇起男訳
  - 5巻「文学と人生」 高村新一訳
  - 6巻「歴史の生命」  宇山直亮訳 - 各・オンデマンド版、2014-15年
- 多田貞三訳 『追想 ジェーン・ウェルシ・カーライル』  山口書店、1986年
- 石田憲次・石田英二訳 『過去と現在』 岩波文庫（上下）、1941年
- 石田憲次訳 『衣服哲学』 岩波文庫　1946年、復刊1994年、2010年
- 老田三郎訳 『英雄崇拜論』 岩波文庫　1949年、復刊2003年
- 山崎八郎訳 『ゲーテ=カーライル往復書簡』 岩波文庫　1951年、復刊1993年
- 谷崎隆昭訳 『衣服哲学』 山口書店　1983年
- 谷崎隆昭訳 『過去と現在』 山口書店　1984年

## 関連文献
- イアン・キャンベル『トマス・カーライル』 多田貞三訳、成美堂、1981年
- A.ローレンス・ルケーン 『カーライル』 樋口欣三訳、教文館「コンパクト評伝シリーズ」、1995年
- 向井清 『衣装哲学の形成 カーライル初期の研究』 山口書店 1987年
- 向井清 『トマス・カーライル研究 文学・宗教・歴史』 大阪教育図書、2002年
- 向井清 『カーライルの人生と思想』 大阪教育図書、2005年
- 『古典的シェイクスピア論叢 　ベン・ジョンソンからカーライルまで』 川地美子編訳、みすず書房、1994年